# 장구애비과
장구애비과(학명: Nepidae)는 노린재아목에 속하는 곤충이다.  가늘고 긴 숨관과, 제2~4배마디에 3쌍의 평형감각기관(static sense organ)이 있는 것이 특징이다. 체형은 가늘고 머리는 작은편이며, 앞다리는 포획용으로 발달해있다. 다리는 가늘고 길기 때문에 강바닥 위나 물속 해초 위를 걸어다니기에 적합하다.

## 특징
논, 습지, 유속이 느린 하천 등에 주로 서식하며, 각종 수서곤충, 물고기, 모기의 유충 등을 잡아 체액을 빨아먹는다.

## 하위 분류
장구애비과에는 장구애비, 메추리장구애비, 게아재비, 방게아재비가 속한다. 대한민국에는 게아재비과는 없으며, 장구애비과만 존재한다. 대한민국의 장구애비과에는 장구애비, 메추리장구애비, 게아재비, 방게아재비가 있다.

### 게아재비아과
4개의 속이 있으며, 오스트로네파속, 곤드놈다네파속은 오스트레일리아에서 제한적으로 서식한다. 체르코테투스속은 아시아에서 오스트레일리아 북부까지 서식하며, 개아재비속과 비슷하지만 체르코테투스속은 사이펀이 짧다.
- 게아재비아과 (학명: Ranatrinae)
  - 게아재비속 (학명: Ranatra) Fabricius, 1790
  - 체르코테투스속 (학명: Cercotmetus) Amyot & Serville, 1843
  - 오스트로네파속 (학명: Austronepa) Menke & Stange, 1964
  - 곤드놈다네파속(학명: Goondnomdanepa) Lansbury, 1974

### 장구애비아과
- 장구애비아과 (학명: Nepinae)
  - 쿠릭타속 (학명: Curicta)
  - 메추리장구애비속 (학명: Nepa)
  - 네펠라속 (학명: Nepella)
  - 네피텔라속 (학명: Nepitella)
  - 파라네파속 (학명: Paranepa)
  - 텔마토트레페스속 (학명: Telmatotrephes)
    - 보르보로피에스속(학명: Borborophyes)

  - 보르보로필루스속(학명: Borborophilus)

## 같이 보기
- 바다전갈